# Бисквит
Бискви́т (фр. biscuit или нем. Bisquit, от лат. bis coctum — «дважды испечённое») — кондитерское тесто и кондитерский «хлеб», приготовленный из муки, сахара и яиц. В англоязычных странах термин «бисквит» употребляется для других продуктов.

## Способ приготовления
Есть несколько способов приготовления бисквитного теста. Удобнейший из них для домашнего приготовления — яйца взбить с сахаром до увеличения в объёме в 2,5—3 раза. Добавить муку и аккуратно вмешать в яичную массу.
Также, желательно муку просеять, чтобы ещё больше насытить тесто кислородом. Дно и края формы смазать сливочным маслом или растопленным маргарином или застелить бумагой. Тесто разлить в подготовленные формы, заполнить их на 0,75 объёма. Заполненные формы выпечь в духовке. Полученный бисквит — распространённая основа для тортов, пирожных и десертов.
Для получения бисквита лучшего качества (мягче и пышнее) яичные желтки отделить от белков и тщательно взбить с сахаром (или сахарной пудрой) до увеличения в объёме не менее чем в 2 раза, взять муку, замесить жидкое тесто и вмешать взбитые до состояния пены (без сахара) белки. Есть «веганский» вариант бисквита, в котором скрепляющий компонент (яйцо) заменяется разведённым в воде крахмалом, поскольку без крахмала или яиц бисквит быстро «опадает».

## Терминология

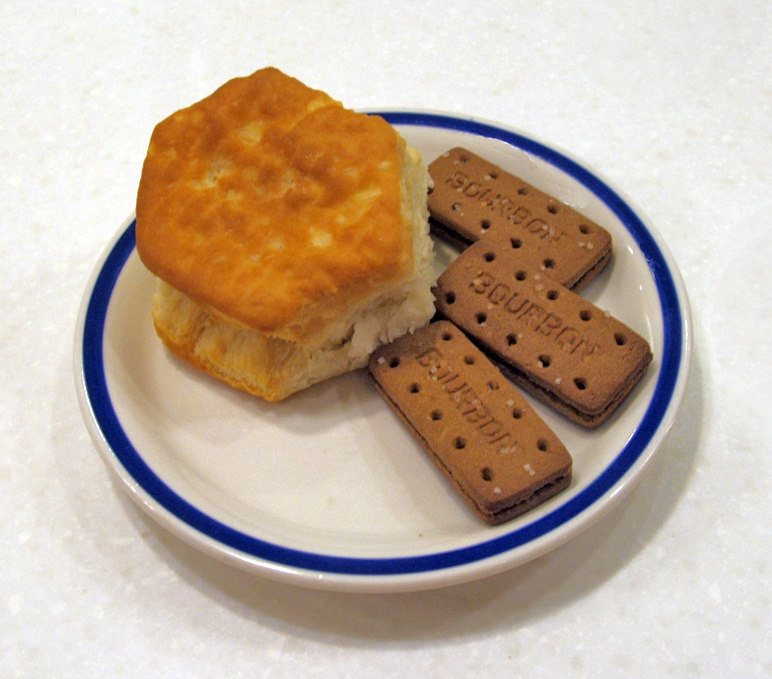
Biscuit в США (слева) и странах Содружества (справа)

Англоязычный термин biscuit (как и франкоязычный biscuit) не соответствует русскоязычному бисквитному тесту или бисквитному торту (sponge cake), а означает выпеченный продукт питания, созданный на основе муки:
- В США biscuit — малый мягкий квасной хлеб, который подобен булочке.
- В Великобритании и других странах Содружества наций biscuit — малый и обязательно твёрдый, часто сладкий, испечённый продукт.

## Виды

### Ангельский бисквит
Ангельский бисквит или пища ангелов — это американский пирог XIX века, который не содержит яичных желтков и масла. Для закваски пирога используются только яичный белок и разрыхлитель. Этот рецепт можно найти в американских кулинарных книгах XVIII века. Нежный пирог выпекается на несмазанной сковороде и остужается в перевёрнутом виде.

### Швейцарский рулет
Швейцарский рулет — тонкий бисквитный торт, поверх которого намазывают слой начинки и закатывают в ролл.